# 维河畔莱吉永
维河畔莱吉永（法語：L'Aiguillon-sur-Vie，法語發音：[lɛɡɥijɔ̃ syʁ vi]）是法国卢瓦尔河地区大区旺代省的一个市镇，位于该省西部，属于莱萨布勒多洛讷区。

## 地理
维河畔莱吉永（46°40'12"N, 1°49'44"W）面积23.22 平方千米，位于法国卢瓦尔河地区大区旺代省，该省份为法国西部沿海省份，北起大西洋卢瓦尔省和曼恩-卢瓦尔省，西临大西洋，南至滨海夏朗德省，东部及东南部与德塞夫勒省接壤。
与维河畔莱吉永接壤的市镇（或旧市镇、城区）包括：滨海布雷蒂尼奥勒、拉谢兹日罗、拉沙佩勒埃尔米耶、科埃克斯、日夫朗、朗德维埃耶、圣雷韦朗。

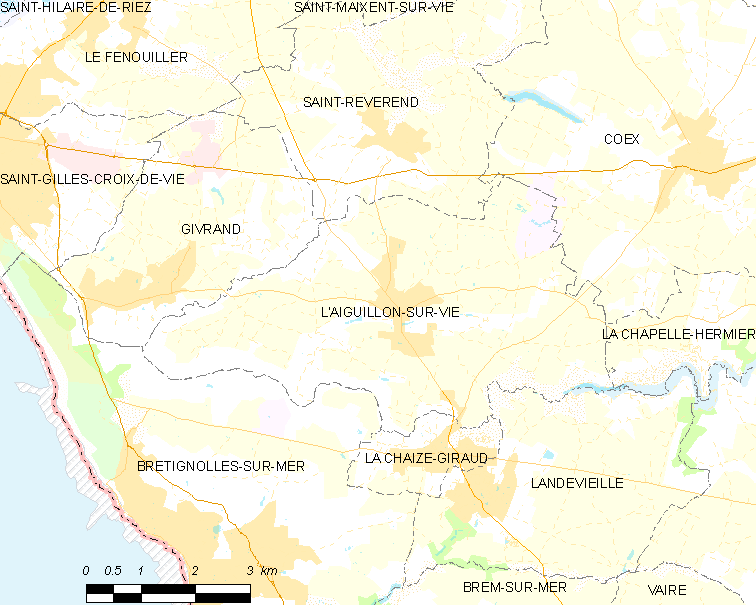
维河畔莱吉永的OSM定位图

维河畔莱吉永的时区为UTC+01:00、UTC+02:00（夏令时）。

## 行政
维河畔莱吉永的邮政编码为85220，INSEE市镇编码为85002。

## 政治
维河畔莱吉永所属的省级选区为圣伊莱尔德里耶县。

## 人口

1962-2008年间维河畔莱吉永人口变化图示

维河畔莱吉永于2022年1月1日时的人口数量为2207人。